# Sibble
Sibble is een plaats in de gemeente Botkyrka in het landschap Södermanland en de provincie Stockholms län in Zweden. De plaats heeft 280 inwoners (2005) en een oppervlakte van 66 hectare.